# Een idylle
Een idylle is een hoorspel naar het gelijknamige gedicht (1940) van Martinus Nijhoff. Het werd door de KRO op dinsdag 2 april 1968 uitgezonden in het programma Dinsdagavondtheater. In dit herdenkingsprogramma (Nijhoff was toen 15 jaar geleden overleden) werd het voorafgegaan door een tweede hoorspel, Pierrot aan de lantaarn. De regisseur was Willem Tollenaar. Dit hoorspel duurde 11 minuten.

## Rolbezetting
- Johan Schmitz (Hermes)
- Paul van der Lek (Protesilaos)
- Lies Franken (Laodamia)

## Inhoud
In dit hoorspel treden drie personen op: Hermes, de begeleider van de doden, Protesilaos, een voor Troje gevallen Griekse soldaat, en zijn weduwe Laodamia. Protesilaos heeft van Zeus toestemming gekregen voor één uur uit de onderwereld naar huis terug te mogen keren. Vermomd als Hermes volgt Laodamia haar echtgenoot als hij weer naar het dodenrijk terug moet.